# Ṿ
Cette page contient des caractères spéciaux ou non latins. S’ils s’affichent mal (▯, ?, etc.), consultez la page d’aide Unicode.
Ṿ (minuscule : ṿ), ou V point souscrit, était une lettre latine additionnelle utilisée dans certaines romanisations ALA-LC pour l’hébreu ou le yiddish. Il s’agit de la lettre V diacritée d’un point souscrit.

## Utilisation
Dans la romanisation ALA-LC pour l’hébreu ou le yiddish, le ṿ est utilisé pour translittérer le vav ‹ ו › et le double vav ‹ װ › lorsqu’ils sont utilisés comme des consonnes.

## Représentations informatiques
Le V point souscrit peut être représenté avec les caractères Unicode suivants :
- précomposé (latin étendu additionnel) :

| lettres   | représentations | chaînes de caractères | points de code | descriptions                             |
| --------- | --------------- | --------------------- | -------------- | ---------------------------------------- |
| majuscule | Ṿ               | Ṿ                     | U+1E7E         | lettre majuscule latine v point souscrit |
| minuscule | ṿ               | ṿ                     | U+1E7F         | lettre minuscule latine v point souscrit |

- décomposé (latin de base, diacritiques) :

| lettres   | représentations | chaînes de caractères | points de code | descriptions                                         |
| --------- | --------------- | --------------------- | -------------- | ---------------------------------------------------- |
| majuscule | Ṿ               | V◌̣                    | U+0056 U+0323  | lettre majuscule latine v diacritique point souscrit |
| minuscule | ṿ               | v◌̣                    | U+0076 U+0323  | lettre minuscule latine v diacritique point souscrit |